# Heidelberg, Mississippi
Heidelberg är en ort i Jasper County i delstaten Mississippi, USA.